# Eldingen
Eldingen là một đô thị ở huyện huyện Celle, trong bang Niedersachsen, nước Đức. Đô thị Eldingen có diện tích 56,71 km².